# Clavisodalis salmacidis
Clavisodalis salmacidis is een eenoogkreeftjessoort uit de familie van de Taeniacanthidae. De wetenschappelijke naam van de soort is voor het eerst geldig gepubliceerd in 1980 door Humes.